# مطابع بغداد في العهد العثماني
مطابع بغداد في العهد العثماني
- مطبعة حجرية: هناك دراسات تشير إلى ان هذه المطبعة هي من أول المطابع في العراق وليس في بغداد فقط. أسس هذه المطبعة الحجرية داود باشا الكرجي عام 1816م، والذي أصبح فيما بعد والياً للدولة العثمانية على بغداد، وكانت هذه المطبعة تطبع فيها صحيفة (جورنال العراق) التي أسسها داود باشا هي الأخرى.
- مطبعة التفليسي: يذكر رزوق عيسى : ان أول مطبعة أنشأت في العراق كانت في الكاظمية لصاحبها المرزا محمد باقر التفليسي، وهي حجرية، وقد طبع فيها كتاب (دوحة الوزراء) للشيخ رسول الكركوكلي عام 1821م.[1]

```
وأشار إلى هذا القول الدكتور 
علي الوردي
 وأضاف قائلاً: ولكن في رأي 
يعقوب سركيس
 ان هذا القول لا نصيب له من الصحة
[
2
]
 
[
3
]
```

- مطبعة الولاية: هي أول مطبعة آلية أنشأت في بغداد، بل في العراق، في عهد الوالي مدحت باشا وكان ذلك سنة 1869م، واطلق عليها أسم مطبعة الزوراء نسبة إلى مدينة بغداد أو نسبة إلى جريدة الزوراء التي أصدرها في سنة 1869م.
- مطبعة دار السلام: سميت بهذا الأسم نسبة إلى مرادف أسم بغداد، وأنشأت هذه المطبعة سنة 1892م، من قبل إبراهيم باشا مدير الأملاك المدورة.وقد بينت بعض المصادر ان مطبعة دار السلام قد أنشأت عام 1830م، وكانت تعتمد على تقنية الزنكوغراف وهي الطريقة السائدة في ذلك الوقت، وتعد أول مطبعة في العراق.[4]
- مطبعة كامل التبريزي: جلبها من بلاد العجم إلى بغداد الميرزا عباس وهو أحد أكابر الفرس، وذلك سنة 1861م. وطبع فيها كتاب سبائك الذهب في معرفة أنساب العرب لمؤلفه النسابة البغدادي محمد أمين السويدي، وغيره من الكتب.
- مطبعة الفيلق: وهي مطبعة حجرية فاخرة جلبها مدحت باشا سنة 1869م، مع مطبعة الولاية آنفة الذكر. وقد خصصت مطبوعاتها بما يحتاجه الفيلق من منشورات وكتب وأوامر فنية وعسكرية وأغلب مطبوعاتها لا يطلع عليها إلى كبار ضباط الجيش العثماني خوفاً من يطلع عليها الغير فتفشى الأسرار العسكرية.
- المطبعة الحميدية: أسسها عبد الوهاب نائب الباب العثماني في بغداد، حيث تم إنشائها سنة 1892م.
- مطبعة بيخور: مطبعة يهودية أنشأها الحاخام يهوذا بيخور وذلك سنة 1884م، وكانت تطبع الكتب الخاصة بالطائفة اليهودية باللغة العبرية، ومنشورات واعلانات تجارية بالعربية.
- مطبعة الآداب: وهي مطبعة جلبتها شركة تألفت من كبار رجال الجعفرية وذلك سنة 1909م. وتعد من المطابع العراقية الشهيرة حيث أدارها شخص ماهر ومشهور بالطباعة ومن أهالي الموصل وهو يوسف أفندي فرنسيس، والد الآثاري والمؤرخ بشير يوسف فرنسيس.
- مطبعة الشابندر: أنشأ هذه المطبعة التاجر البغدادي محمود أفندي الشابندر وذلك سنة 1907م. وكانت مطبعة متكاملة فيها آلتان بخاريتان تطبع كل واحدة (3000) نسخة في الساعة، واخرى حجرية تدار بواسطة القدم (الرجل)، ومطبعة حجرية كبيرة وأدوات كثيرة، وحروف عربية وفارسية وتركية وفرنسية، كانت تكلفتها قد بلغت حينها (2500) ليرة عثمانية.
- مطبعة دنكور: وهي مطبعة متكاملة الأدوات أنشأها عزرا دنكور وذلك سنة 1902م، وأغلب مطبوعاتها بالعبرية وتخص الصهيونيين والدعوة إلى نشر مبادئها، إضافة إلى إنها كانت تعنى بالمناشير والإعلانات التجارية. اما مطبوعاتها العربية فقليلة تكاد لا تذكر، وكانت تطبع جريدة التفكر لسان حال جمعية الاتحاد العثماني الإسرائيلية.[5]
- مطبعة الرياض: أسسها سليمان الدخيل الذي عرف بنشاطه في حقل التأليف والصحافة وذلك سنة 1910م، وقيل سنة 1912م. وكانت تسمى أحياناً باسم صاحبها سليمان الدخيل.
- مطبعة دار الأيتام: أسست هذه المطبعة سنة 1914م، من قبل الآباء الكرمليين، وقد توقفت عن العمل بسبب نفي الكرملي بعد قيام الحرب العالمية الأولى إلى الأناضول، ثم عاودت نشاطها والظهور عام 1924م، وبقيت إلى سنة 1935م، وقد طبعت فيها أعداد مجلة لغة العرب بعد ان عاودت إصدارها.[6]